# دیوید جولیان
دیوید جولیان (انگلیسی: David Julyan؛ زادهٔ ۱ ژانویهٔ ۱۹۶۷) موسیقی‌دان و آهنگساز اهل بریتانیا است.
از فیلم‌ها یا برنامه‌های تلویزیونی که وی در آن نقش داشته‌است، می‌توان به دودلباگ، نزول، نزول قسمت ۲، دریاچه بهشت، تعقیب، پرستیژ، بی‌خوابی، قواعد بازی و یادگاری اشاره کرد.